# دكروة رمادية مزرقة
دكروة رمادية مزرقة (الاسم العلمي:Dichroa cyanitis) هي نوع غير مؤكد من النباتات تتبع جنس الدكروة من الفصيلة الهدرانجية.